# Îles de l'Arctique russe

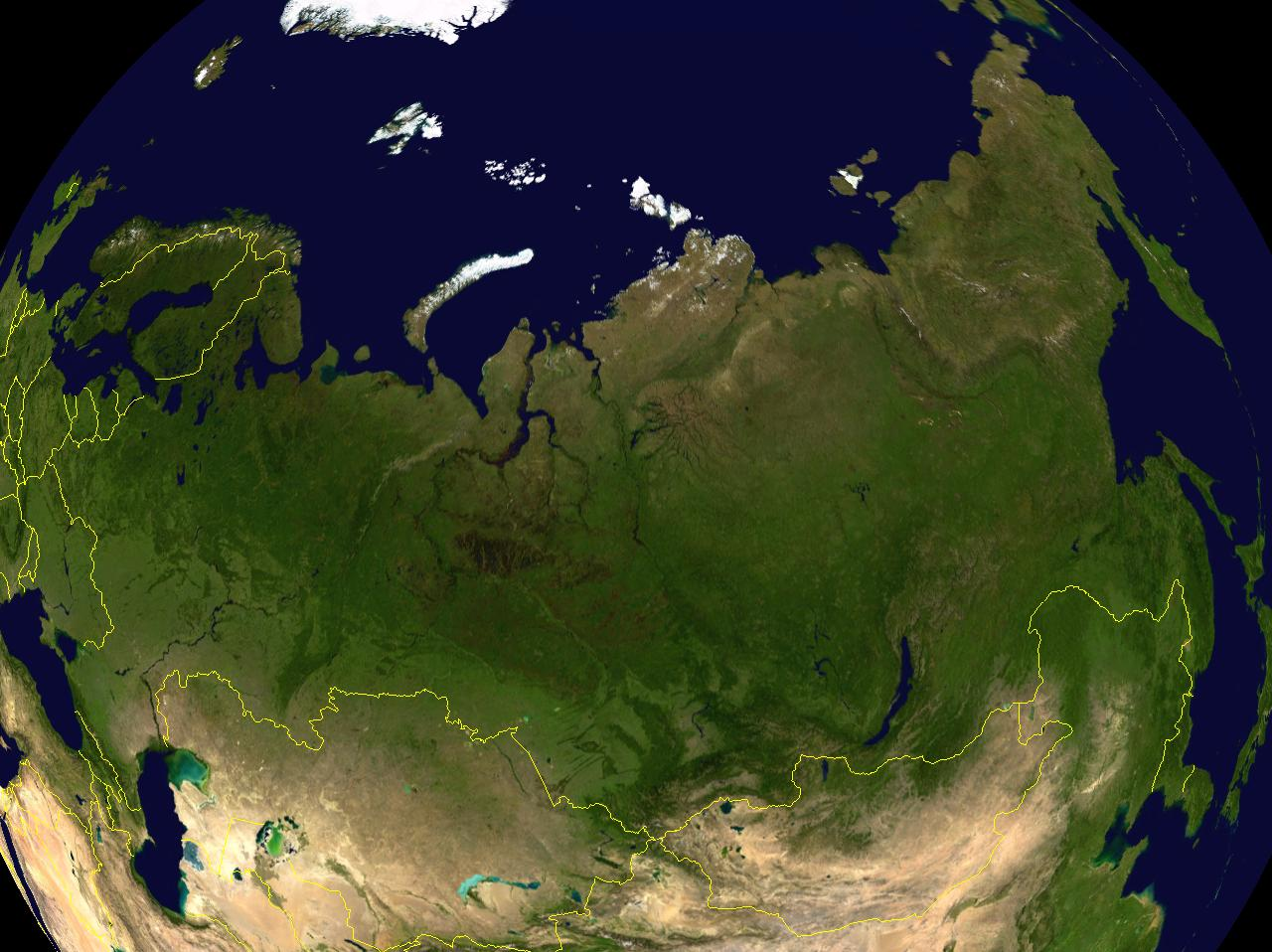
Image satellite

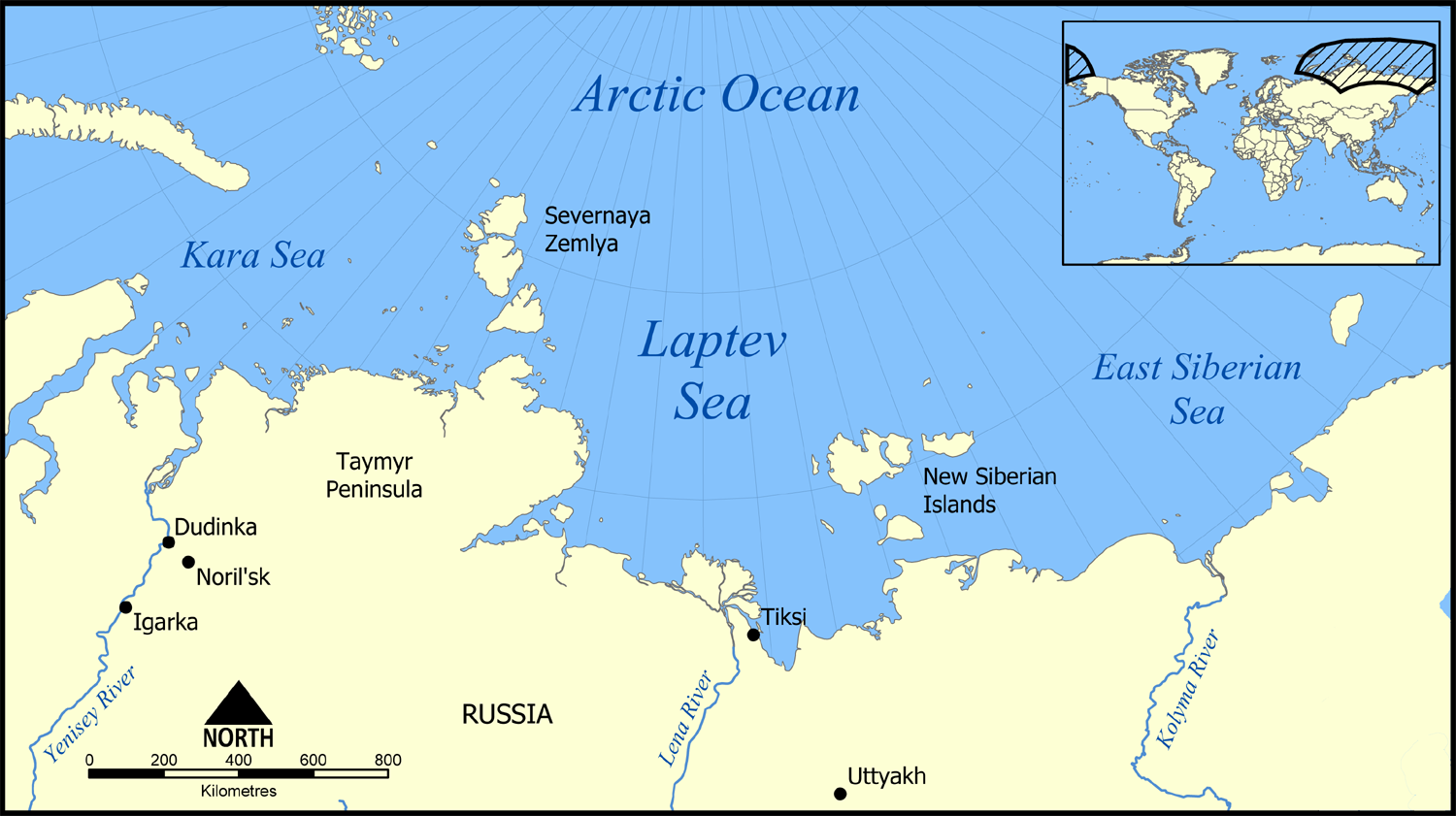
Carte

Les îles de l'Arctique russe se composent de groupes d'îles et d'îles uniques dispersées autour de l'océan Arctique.

## Géographie
Les îles sont toutes situées dans le cercle polaire arctique et sont dispersées dans les mers marginales de l'océan Arctique, à savoir la mer de Barents, la mer de Kara, la mer des Laptev, la mer de Sibérie orientale, la mer des Tchouktches et la mer de Béring. La zone s'étend sur 7 000 kilomètres de la Carélie à l'ouest à la péninsule Tchouktche à l'est.
La plus grande des îles de l'Arctique est l'île Severny, avec une superficie d'environ 48,9 kilomètres carrés. C'est la deuxième plus grande île de Russie derrière l'île de Sakhaline, et la quatrième plus grande île d'Europe.

## Historique
L'Empire russe a officiellement revendiqué les îles de l'Arctique au nord dans une note du gouvernement russe du 20 septembre 1916 - celle-ci couvrait les îles de Henrietta, Jeannette, Bennett, Herald, Edinenie, Nouvelle-Sibérie, Wrangel, Novaya Zemlya, Kolguev, Vaigach et d'autres. Le 15 avril 1926, l'Union soviétique a réaffirmé cette volonté.

## Îles
La zone comprend d'ouest en est,:
- Île Victoria (Остров Виктория; Ostrov Viktoriya)
- Terre François-Joseph (Земля Франца Иосифа; Zemlya Frantsa-Iosifa)
  - Terre George (Земля Георга, Zemlya Georga)
  - Terre de Wilczek (Земля Вильчека; Zemlya Vil'cheka)
  - Île Graham Bell (Остров Греэм-Белл, Ostrov Graham Bell)
  - Terre d'Alexandra (Земля Александры, Zemlya Aleksandry)
  - Île Hall (Остров Галля, Ostrov Gallya)
  - Île Salisbury (Остров Солсбери; Ostrov Solsberi)
- Île Kolgouïev (о́стров Колгу́ев, Ostrov Kolguev)
- Nouvelle-Zemble (Новая Земля, Novaya Zemlya)
  - Île Severny (остров Сeверный, Severny ostrov)
  - Île Ioujny ( Южный остров, Yuzhny ostrov)
  - Île Vaïgatch Вайгaч, Vaygach)
- Île Bely (Остров Белый, Ostrov Beliy)
- Île Chokalski (Остров Шокальского, Ostrov Shokal'skogo)
- Île Vilkitski (Остров Вильки́цкого; Ostrov Vil'kitskogo)
- Île Oleni (Остров Олений, Ostrov Oleniy)
- Îles Zapovednik (Острова Заповедник)
  - Îles Dikson et Sibiriakov (Диксон-Сибиряковский острова)
  - Îles de la mer de Kara (Острова Карского моря)
    - Île Sverdrup (Остров Свердруп, Ostrov Sverdup)
    - Îles de l'Institut Arctique (Острова Арктического института, Ostrova Arkticheskogo Instituta)
    - Îles Izvesti TSIK (Острова Известий ЦИК, Ostrova Izvetsiy TsIK)
    - Île de la Solitude (Остров Уединения, Ostrov Uedineniya)
    - Îles Sergueï Kirov (Острова Сергея Кирова, Ostrova Sergeya Kirova)
    - Île Voronina (Острова Воронина, Ostrova Voronina)
    - Île Taïmyr (Остров Таймыр, Ostrova Taymyr)
    - Île Koltchak (Остров Колчака, Ostrov Kolchaka)
    - Skerries Minina (en) (Шхеры Минина, Shhery Minina) et de nombreuses petites îles.

  - Archipel Nordenskiöld (Архипелаг Норденшельда, Arkhipelag Nordenshel'da)
    - Îles Litke (острова Литке; Ostrova Litke)
    - Îles Tsivolko (острова Циволько; Ostrova Tsivolko)
    - Îles Pakhtoussov (острова Пахтусова; Ostrova Pakhtusova)
    - Îles Vostochnyy (Восточные острова; Ostrova Vostochnyye, Eastern Islands)
    - Îles Vilkitsky (острова Вилькицкого, Ostrova Vilkitskogo)
    - Îles Lafetenyye et Prolifnyye (Ostrova Lafetnyye i Prolivnyye)
- Île Wiese (Остров Визе, Ostrov Vize)
- Île Ouchakov (Остров Ушакова, Ostrov Ushakova)
- Terre du Nord (Северная Земля, Severnaja Zemlja)
  - Île de la Révolution-d'Octobre (Остров Октябрьской Революции, Ostrov Oktyabrskoy Revolyutsii)
  - Île Bolchevique (о́стров Большеви́к, Ostrov Bolshevik)
  - Île Komsomolets (остров Комсомолец, Ostrov Komsomolets)
  - Île des pionniers (en) (остров Пионeр, Ostrov Pioner)
- Île Bolchoï Begichev (en) (Большой Бегичев, Bolshoy Begichev)
- Îles de Nouvelle-Sibérie (Новосиби́рские острова, Novosibirskiye Ostrova)
  - Îles Anzhu (Острова Анжу, Ostrova Anzhu)
  - Îles De Long (Острова Де-Лонга, Ostrova De-Longa)
  - Îles Lyakhovsky (en) (Ляховские острова, Ostrova Lyakhovskiye)
- Îles Medveji (Медвежьи острова, Medvyezhi ostrova)
- Île Aïon (Айон, Ayon)
- Île Wrangel (остров Врaнгеля, Ostrov Vrangelya)